# Harold Weber
Harold Weber (20. marts 1882 - 7. november 1933) var en amerikansk golfspiller som deltog i OL 1904 i St. Louis.
Weber vandt en bronzemedalje i golf under OL 1904 i St. Louis. Han var med på det amerikanske hold United States Golf Association som kom på en tredjeplads i holdkonkurrencen i golf bag to andre amerikanske hold. 